# Perspektivet Museum
Perspektivet Museum är ett kommunalt, norskt museum i Tromsø i Troms fylke (från 2020 Troms og Finnmark fylke) i Norge. Stiftelsen Perspektivet Museum bildades 1996 i samband med en sammanslagning av Tromsø bymuseum och Troms Folkemuseum.
Museet har utställningslokaler i Mackgården vid Storgatan. 
Dessutom äger Perspektivet Museum två friluftmuseer med sammanlagt 24 museibyggnader, dels i Folkeparken i Tromsø, dels i på Kvaløya.
År 2017 fick museet 25 målningar skapade av Cora Sandel enligt ett testamente efter Cora Sandels son Erik Jönsson.

## Mackgården
Mackgården uppfördes 1837–1838 i empirstil av köpmannen Johann Friedrich Daniel Mack (1800–1875) från Braunschweig, som etablerade en handelsrörelse i Tromsø 1833. Under åren 1901-1911 bodde överlotsen Jens Schow Fabricius och hans familj i huset. Hans dotter Sara Fabricius blev senare känd under sin författarpseudonym Cora Sandel.
År 1911 blev Mackgården stadens Folkets hus. Det var den fram till 2001. År 2004 öppnade Perspektivet Museum utställningslokaler i huset, som är byggnadsminne sedan 1942 (kulturminne-id=87575). Huset ägs av museet sedan 2005.

## Ingående museer
- Huvudmuseet på Storgatan 95
- Friluftsmuseet i Folkeparken i Tromsø
- Straumen gård vid Straumsbukta på Kvaløya